# Szerb-érchegység
A Szerb-érchegység vagy Szerb-Kárpátok (szerbül Karpatska Srbija) hegyvidék Szerbia keleti részén, a Dunától délre, a Bánsági-hegyvidék déli folytatása. Többnyire nem tartják a Kárpátok szerves részének. Legmagasabb pontja a Rtanj hegy Šiljak nevű csúcsa (1565 m).

## Határai
Északról a Duna a Vaskapu-szorosban és a Bánsági-hegyvidék, keletről a Timok és a Bolgár-tábla, délkeletről a Balkán-hegység, délnyugatról a Déli-Morava, nyugatról a Nagy-Morava.

## Főbb részei
- Beljanica
- Deli Jovan
- Devica
- Homolje avagy Homoljske planine
- Kučaj avagy Kučajske planine
- Liškovac
- Mali Krš
- Malinik
- Miroč
- Ozren
- Rtanj
- Šomrda
- Tupižnica
- Veliki Greben
- Veliki Krš

| A Szerb-érchegység domborzati térképe | A Szerb-érchegység fő részei | 1. Miroč 2. Homoljske planine 3. Veliki és Mali Krš 4. Deli Jovan 5. Beljanica 6. Kučajske planine 7. Rtanj 8. Ozren és Devica |